# 萨尔路易县
萨尔路易县（德語：Landkreis Saarlouis）是德国萨尔兰州西南部和中部的一个县，是该州人口最多的县，首府萨尔路易。

## 地理
萨尔路易县北面与梅尔齐希-瓦登县，东北面与圣文德尔县，东面与诺因基兴县，东南面与萨尔布吕肯地区联合体，西面与法国洛林大区的摩泽尔省相邻。